# 藏南虎耳草
藏南虎耳草（学名：Saxifraga engleriana）为虎耳草科虎耳草属下的一个种。

## 扩展阅读
- 維基物種上的相關：藏南虎耳草